# Guzmán (Burgos)
Pour les articles homonymes, voir Guzmán.
Guzmán est un village d'Espagne qui appartient à la commune de Pedrosa de Duero, dans la province de Burgos, communauté autonome de Castille-et-León. Cette localité est également vinicole, et fait partie de l’AOC Ribera del Duero.

## Crédit de traduction
- (es) Cet article est partiellement ou en totalité issu de l’article de Wikipédia en espagnol intitulé « Guzmán (Burgos) » (voir la liste des auteurs).